# Heinz Gerber (Fußballspieler)
Heinz Gerber (* 7. November 1921) ist ein ehemaliger deutscher Fußballspieler, der von 1950 bis 1952 in Altenburg für die ZSG und BSG Stahl in der DDR-Oberliga, der höchsten Spielklasse im DDR-Fußball, aktiv war.

## Sportliche Laufbahn
Für ihre zweite Spielzeit in der höchsten Fußball-Spielklasse der DDR (1950/51, ab Ende 1950 als DDR-Oberliga bezeichnet) hatte die Zentrale Sportgemeinschaft Altenburg erstmals den 28-jährigen Mittelfeldspieler Heinz Gerber im Aufgebot. Er wurde vom Spielertrainer Herbert Klemig von Beginn an in den Oberligaspielen eingesetzt, in den 34 Partien wurde Gerber 32-mal aufgeboten. In der Begegnung des 20. Spieltages BSG Stahl Altenburg (Umbenennung im Januar 1951) – VfB Pankow (5:1) schoss er das einzige Tor seiner fünfjährigen Zeit im höherklassigen DDR-Fußball. Auch in seiner zweiten Oberligasaison war Gerber Stammspieler in der Altenburger Mannschaft. 1951/52 mussten 36 Punktspiele ausgetragen werden, bei denen Gerber, nun in der Abwehr eingesetzt, nur fünfmal fehlte.
Am Saisonende musste die BSG Stahl in die zweitklassige DDR-Liga absteigen. Gerber blieb weiter im Kader der Mannschaft, die in die Ligaspielzeit 1952/53 unter der neuen Bezeichnung BSG Motor an den Start ging. Sowohl in dieser Saison als auch 1953/54 war Gerber ein Muster an Beständigkeit, denn nur in seiner zweiten DDR-Liga-Spielzeit verpasste er ein Punktspiel. Im Sommer 1954 war er 32 Jahre alt, und er beendete seine Laufbahn als Leistungssportler. Innerhalb von fünf Jahren war er auf 64 Oberligaspiele (ein Tor) und 47 DDR-Liga-Spiele (torlos) gekommen.